# Lyset over Månen
|  | Denne artikel er oprettet af botten PalnaBot ud fra en ekstern database. Den kan derfor have sproglige fejl eller mangler. Denne skabelon kan fjernes efter kontrol af indholdet. |

Lyset over Månen er en kortfilm instrueret af Carsten Rudolf efter manuskript af Jacob Heldt, Carsten Rudolf.

## Handling
Pilleglas smadrer mod stengulv. Fuldmånen lyser. Elisabeth kan ikke forholde sig til voksenlivet i sit ægteskab med den travle biografdirektør Gunnar. En anden og smukkere virkelighed trænger sig på. - Vil hverdagen forblive hverdag og Gunnar forblive uvidende? Hvad sker der, når de ramler sammen? Et psykologisk, poetisk drama med Sonja B. Bentzen og Jens Arentzen.